# Isabelle Burdel
 (décembre 2023).
Isabelle Burdel, née le 11 novembre 1964 à Grenoble, est une créatrice française de parfum. Elle travaille d'abord pour la maison Rochas comme parfumeur.

## Biographie
Petite fille de filateur, Isabelle Burdel découvre les odeurs en sentant la laine dans l’entreprise familiale (filature du Valgaudemar). Elle développe son odorat en discernant les plantes et les légumes issus du potager de son jardin[réf. souhaitée]. C’est en lisant une brochure de l'ONISEP qu’elle mit un mot sur son futur métier : celui de parfumeur-créateur[réf. souhaitée].
Isabelle est diplômée de l'Institut supérieur international du parfum, de la cosmétique et de l'aromatique alimentaire (ISIPCA) en 1988[réf. souhaitée].
Elle est engagée chez Rochas de 1990 à 1993, puis à Grasse jusqu’en 2004 en tant que parfumeur-créateur. Tout au long de ces années de composition et de formulation, elle se voit référencer plusieurs centaines de parfums vendus en France et à l’international,[source insuffisante].
En 2005, elle fonde sa propre entreprise Salon privé parfums, à Cannes. Sa maison est dédiée à la création de parfums sur mesure pour les particuliers. Elle travaille également avec des entreprises.
En 2018, elle crée sa première ligne de parfum : Isabelle Burdel, Parfumeur Créateur composée de 5 portraits olfactifs : La Française, L’Héroïque, L’Inspirante, La Délicieuse et L’Indocile.
En 2022 elle collabore avec Rolls Royce pour la sortie de la Phantom,.

## Collaborations
- Hôtel du Cap-Eden-Roc[9],[10][réf. à confirmer] à Antibes (2006)
- Château Saint-Martin à Vence[11] (2008)
- Limousines Maybach[12] (2009)
- Hôtel Cala Di Volpe, Hôtel Romazzino, Hôtel Pitrizza à Costa Smeralda en Italie (2012)
- Grand Hyatt Cannes Hôtel Martinez à Cannes (2014)[13],[14]
- Rolls Royce Phantom à Roquebrune-Cap-Martin (2022)-[15]